# メッセ前バス停
メッセ前バス停（メッセまえバスてい）は、かつて愛知県愛知郡長久手町（現・長久手市）熊張の愛・地球博長久手会場内にあった2005年日本国際博覧会協会愛・地球博線のIMTSの停留所である。
愛知万博内のサイトの名称では「メッセ前停留所」になっているが、現地ではこの名前が使われている。

## 歴史
- 2005年（平成17年）
  - 3月25日：開設。
  - 9月26日：博覧会閉会に伴い廃止。

## 駅構造
地上にある停留所。1面1線のホームを有する。

## 駅周辺
- 遊びと参加ゾーン
  - ときめき愛・ランド
    - 大観覧車

  - モリゾー・キッコロメッセ
  - 円形広場

## 隣の駅
2005年日本国際博覧会協会
愛・地球博線
バス区間
メッセ前バス停 - 西ゲート駅